# 八幡市立有都小学校
八幡市立有都小学校（やわたしりつ ゆうとしょうがっこう）は、京都府八幡市内里にある公立小学校。

## 概要
八幡市東部の田園地帯を校区とする市立小学校である。かつての有智郷小学校と都々城小学校が合併して開校した。市内で最も校区が広く、かつ生徒数の少ない小学校である。市立中学校に進学する場合、八幡市立男山東中学校に進学することになる。

## 年表

### 前身校の年表
- 1873年（明治6年） - 致遠校（上奈良）、進徳校（大住）開校
- 1877年（明治10年） - 有智郷校（内里別庄）、美濃山校（美濃山本郷）開校
- 1878年（明治11年） - 上津屋校（上津屋）開校
- 1881年（明治14年） - 新徳校分校（東岩田）開校
- 1889年（明治22年） - 有智郷村、都々城村発足に伴い有智郷尋常小学校、都々城尋常小学校開校
- 1908年（明治41年） - 高等科併設に伴い、有智郷尋常高等小学校、都々城尋常高等小学校へ名称変更
- 1910年（明治43年） - 有智郷尋常高等小学校に校歌を制定
- 1934年（昭和9年） - 室戸台風により、両校の校舎倒壊
- 1941年（昭和16年） - 有智郷国民学校、都々城国民学校に校名変更
- 1947年（昭和22年） - 有智郷村立有智郷小学校、都々城村立都々城小学校に校名変更
- 1949年（昭和24年） - 両校に補食給食（脱脂粉乳と味噌汁）開始
- 1952年（昭和27年） - 両校にC型給食開始
- 1954年（昭和29年） - 1町2村の合併により、八幡町立有智郷小学校、八幡町立都々城小学校へ改称
- 1958年（昭和33年） - 八幡町立有智郷小学校の校旗・校歌制定
- 1965年（昭和40年） - 両校にプールを設置

### 有都小学校の年表
- 1975年（昭和50年） - 八幡町立有智郷小学校、八幡町立都々城小学校を統合し、八幡町立有都小学校開校（新築移転）
- 1977年（昭和52年） - 八幡町の市制施行に伴い、八幡市立有都小学校へ名称変更、観察池完成
- 1978年（昭和53年） - 校舎を増築
- 1981年（昭和56年） - 米飯給食を開始
- 1982年（昭和57年） - 臨海学習を林間学習へ変更
- 1984年（昭和59年） - 飼育小屋を設置
- 1988年（昭和63年） - 南校舎1階にトイレを新設
- 1995年（平成7年） - 耐震補強・老朽改修工事完了
- 1999年（平成11年） - コンピューター教室設置
- 2000年（平成12年） - 米飯給食の自校炊飯を開始
- 2002年（平成14年） - 八幡市立美濃山小学校を分離・新設

## 交通アクセス
- 鉄道利用
  - 京阪本線石清水八幡宮駅下車
  - 近鉄京都線新田辺駅下車
- バス利用
  - 京阪バス「有都小学校前」下車

## 通学区域が隣接している学校
- 八幡市立美濃山小学校
- 八幡市立中央小学校
- 八幡市立八幡小学校
- 京都市立美豆小学校
- 久御山町立佐山小学校
- 城陽市立古川小学校
- 城陽市立寺田西小学校
- 京田辺市立大住小学校

その他、有都小校区の飛び地が、以下の学校の区域と隣接している。
- 京田辺市立松井ヶ丘小学校
- 京田辺市立桃園小学校
- （大阪府）枚方市立氷室小学校
- （大阪府）枚方市立菅原東小学校